# Eisenbach (Taunus)
Eisenbach ist ein Luftkurort und Ortsteil der Gemeinde Selters (Taunus) im mittelhessischen Landkreis Limburg-Weilburg.

## Geografische Lage
Eisenbach liegt in dem waldreichen Tal des gleichnamigen Wasserlaufs nördlich des Taunushauptkamms, im östlichen Hintertaunus, etwa 15 Kilometer südöstlich von Limburg und fünf Kilometer nördlich von Bad Camberg.
Die Gemarkung grenzt im Norden an Münster und folgend im Uhrzeigersinn an Haintchen, Hasselbach (und damit an den Hochtaunuskreis), Erbach, Oberselters, Niederselters und Oberbrechen. Insbesondere im Süden und Osten ist sie von großen Waldgebieten bedeckt. Von rund 200 Metern Höhe am Eisenbach erstreckt sich die Ortslage bis auf 230 Meter Höhe. Am Ostrand der Gemarkung werden bis zu 450 Meter erreicht.
Eisenbach ist nach Niederselters der zweitgrößte Ortsteil der Gemeinde.

## Geschichte

### Ortsgeschichte
Eisenbach wurde im Jahr 1234 vom Grafen von Nassau-Diez an Nassau-Weilnau abgetreten und dadurch erhielt der Ort ein Schultheißengericht. 1326 kam Eisenbach an die Herrschaft Reinberg-Eichelbach. 1405 kam die Hälfte an Nassau-Saarbrücken und 1427 an das Kurfürstentum Trier, gegen den Tausch eines Viertels von Hasselbach. 1618 fiel die andere Hälfte an Nassau-Diez zurück und wurde im Jahr 1648 zwischen den Herren von Hattstein und Metternich geteilt. 1664 bis 1754 gehörte dieser Anteil den Freiherren von Hohenfeld, die in Camberg ansässig waren, danach waren es die Freiherren von Schütz zu Holzhausen. 1803 wurde das gesamte Gebiet Teil von Nassau-Weilburg, das 1806 in das Herzogtum Nassau aufging. Bis ins 16. Jahrhundert war die Pfarrei St. Petrus auch für das größere Niederselters zuständig.
Im Wormser Dom existiert ein aufwändiges Epitaph des Domdekans Franz Carl Friedrich von Hohenfeld (1696–1757), das ihn, laut Grabinschrift, als Mit-Herrn in Eisenbach ausweist.
Im Jahr 1867 wurde das Dorf Teil der preußischen Provinz Hessen-Nassau und dem Untertaunuskreis zugeteilt. 1886 wurde der Kreis Limburg gebildet, dem nun Eisenbach angehörte.
Die Eisenvorkommen, die dem Ort seinen Namen gaben, wurden bis zum Anfang des 19. Jahrhunderts abgebaut. Neben Landwirtschaft und einem kleinen Weinanbau im Mittelalter waren im 19. Jahrhundert vor allem Baugewerke in Eisenbach vertreten.

### Hessische Gebietsreform
Zum 1. Juli 1974 wurde im Zuge der Gebietsreform in Hessen die Gemeinde Eisenbach im ehemaligen Oberlahnkreis mit Niederselters, Münster und Haintchen (alle früher Kreis Limburg) zu einer neuen Gemeinde mit dem Namen „Selters (Taunus)“ im neuen Landkreis Limburg-Weilburg kraft Landesgesetz zusammengeschlossen. Für alle nach Selters eingegliederten Gemeinden wurden ein Ortsbezirk mit Ortsbeirat und Ortsvorsteher nach der Hessischen Gemeindeordnung gebildet.

### Staats- und Verwaltungsgeschichte
Die folgende Liste zeigt die Staaten und Verwaltungseinheiten, denen Eisenbach angehört(e):
- vor 1803: Heiliges Römisches Reich, Fürstentum Nassau-Usingen, Oberamt oder Grafschaft Usingen (1/4), Kurfürstentum Trier, Amt Camberg (1/4), Reichsfrei (1/2, unmittelbarer Besitz des Freiherrn von Hohenfeld)
- ab 1803: Heiliges Römisches Reich, Fürstentum Nassau-Weilburg, Amt Camberg
- ab 1806: Herzogtum Nassau, Amt Camberg
- ab 1816: Herzogtum Nassau, Amt Idstein
- ab 1849: Herzogtum Nassau, Kreisamt Idstein
- ab 1854: Herzogtum Nassau, Amt Idstein
- ab 1867: Königreich Preußen, Provinz Hessen-Nassau, Regierungsbezirk Wiesbaden, Untertaunuskreis
- ab 1871: Deutsches Reich, Königreich Preußen, Provinz Hessen-Nassau, Regierungsbezirk Wiesbaden, Untertaunuskreis
- ab 1886: Deutsches Reich, Königreich Preußen, Provinz Hessen-Nassau, Regierungsbezirk Wiesbaden, Kreis Limburg
- ab 1918: Deutsches Reich, Freistaat Preußen, Provinz Hessen-Nassau, Regierungsbezirk Wiesbaden, Kreis Limburg
- ab 1944: Deutsches Reich, Freistaat Preußen, Provinz Nassau, Kreis Limburg
- ab 1945: Deutsches Reich, Amerikanische Besatzungszone, Groß-Hessen, Regierungsbezirk Wiesbaden, Kreis Limburg
- ab 1946: Deutsches Reich, Amerikanische Besatzungszone, Hessen, Regierungsbezirk Wiesbaden, Kreis Limburg
- ab 1949: Bundesrepublik Deutschland, Hessen, Regierungsbezirk Wiesbaden, Kreis Limburg
- ab 1968: Bundesrepublik Deutschland, Hessen, Regierungsbezirk Darmstadt, Kreis Limburg
- ab 1974: Bundesrepublik Deutschland, Hessen, Regierungsbezirk Darmstadt, Landkreis Limburg-Weilburg
- ab 1981: Bundesrepublik Deutschland, Hessen, Regierungsbezirk Gießen, Landkreis Limburg-Weilburg

### Bevölkerung

#### Einwohnerstruktur 2011
Nach den Erhebungen des Zensus 2011 lebten am Stichtag dem 9. Mai 2011 in Eisenbach 2961 Einwohner. Darunter waren 201 (6,8 %) Ausländer.
Nach dem Lebensalter waren 336 Einwohner unter 18 Jahren, 1449 zwischen 18 und 49, 663 zwischen 50 und 64 und 510 Einwohner waren älter. Die Einwohner lebten in 1401 Haushalten. Davon waren 330 Singlehaushalte, 600 Paare ohne Kinder und 270 Paare mit Kindern, sowie 75 Alleinerziehende und 120 Wohngemeinschaften. In 252 Haushalten lebten ausschließlich Senioren und in 1035 Haushaltungen lebten keine Senioren.

#### Einwohnerentwicklung
| Eisenbach: Einwohnerzahlen von 1834 bis 2020 | Eisenbach: Einwohnerzahlen von 1834 bis 2020 | Eisenbach: Einwohnerzahlen von 1834 bis 2020 | Eisenbach: Einwohnerzahlen von 1834 bis 2020 | Eisenbach: Einwohnerzahlen von 1834 bis 2020 |
| --- | -------------------------------------------- | -------------------------------------------- | -------------------------------------------- | -------------------------------------------- |
| Jahr |                                              |                                              |                                              | Einwohner                                    |
| 1834 | 1834                                         |                                              | 1.006                                        | 1.006                                        |
| 1840 | 1840                                         |                                              | 1.131                                        | 1.131                                        |
| 1846 | 1846                                         |                                              | 1.185                                        | 1.185                                        |
| 1852 | 1852                                         |                                              | 1.254                                        | 1.254                                        |
| 1858 | 1858                                         |                                              | 1.235                                        | 1.235                                        |
| 1864 | 1864                                         |                                              | 1.253                                        | 1.253                                        |
| 1871 | 1871                                         |                                              | 1.177                                        | 1.177                                        |
| 1875 | 1875                                         |                                              | 1.324                                        | 1.324                                        |
| 1885 | 1885                                         |                                              | 1.281                                        | 1.281                                        |
| 1895 | 1895                                         |                                              | 1.242                                        | 1.242                                        |
| 1905 | 1905                                         |                                              | 1.177                                        | 1.177                                        |
| 1910 | 1910                                         |                                              | 1.208                                        | 1.208                                        |
| 1925 | 1925                                         |                                              | 1.351                                        | 1.351                                        |
| 1939 | 1939                                         |                                              | 1.233                                        | 1.233                                        |
| 1946 | 1946                                         |                                              | 1.594                                        | 1.594                                        |
| 1950 | 1950                                         |                                              | 1.579                                        | 1.579                                        |
| 1956 | 1956                                         |                                              | 1.722                                        | 1.722                                        |
| 1961 | 1961                                         |                                              | 1.660                                        | 1.660                                        |
| 1967 | 1967                                         |                                              | 1.825                                        | 1.825                                        |
| 1970 | 1970                                         |                                              | 1.933                                        | 1.933                                        |
| 1980 | 1980                                         |                                              | ?                                            | ?                                            |
| 1990 | 1990                                         |                                              | ?                                            | ?                                            |
| 2000 | 2000                                         |                                              | ?                                            | ?                                            |
| 2011 | 2011                                         |                                              | 2.961                                        | 2.961                                        |
| 2015 | 2015                                         |                                              | 3.062                                        | 3.062                                        |
| 2020 | 2020                                         |                                              | 2.993                                        | 2.993                                        |
| Datenquelle: Historisches Gemeindeverzeichnis für Hessen: Die Bevölkerung der Gemeinden 1834 bis 1967. Wiesbaden: Hessisches Statistisches Landesamt, 1968. Weitere Quellen: ; nach 1970: Gemeinde Selters (Internetarchiv); Zensus 2011 |                                              |                                              |                                              |                                              |

#### Historische Religionszugehörigkeit
| • 1885: | 014 evangelische (= 1,09 %), 1262 katholische (= 98,52 %) und 5 jüdische (= 0,39 %) Einwohner |
| • 1961: | 123 evangelische (= 7,41 %), 1533 römisch-katholische (= 92,35 %) Einwohner                   |

## Politik
Für Eisenbach gibt es einen Ortsbeirat der aus sieben Mitgliedern besteht und einen Ortsvorsteher stellt. Nach den Kommunalwahlen in Hessen 2016 ist der Ortsvorsteher Lothar Siegmund.

## Kultur und Sehenswürdigkeiten

### Vereine
Auf Ortsebene bestehen die Vereine „Helfende Hände“ e. V., Brieftaubenverein 07076 „Taunusblick“, Club der Theaterfreunde e. V. 1925, Naturschutzbund Deutschland NABU-Ortsgruppe Eisenbach 1988, Deutsche Pfadfinderschaft Sankt Georg Eisenbach, Eisenbacher Musikanten, die Freiwillige Feuerwehr Eisenbach e. V., gegr. 1905 (einschl. Jugendfeuerwehr, gegr. 2. Juni 1973), Gemeinschaft der Eisenbacher Ortsvereine, Kaninchenzüchterverein H 133 Eisenbach e. V., Katholische Junge Gemeinde, Kegelsportverein Eisenbach, Kinderschola (Förderverein) „St. Petrus“ Eisenbach, Kirchenchor „Cäcilia“ Eisenbach, Kleintierzuchtverein von 1975 Eisenbach e. V., Männergesangverein 1866 e. V. „Liederkranz“, Schützenverein „Roland“ e. V. 1927, Tischtennis-Club Eisenbach 1950 e. V., Turnverein „Frisch Auf“ e. V. 1895, TuS Eisenbach 1923 e. V., VdK Ortsgruppe Eisenbach, Vereinigung von Läufern und Gehern (VLG) 1969 e. V., Verschönerungsgemeinschaft 1958 e. V. und der Whiskyclub Goldener Grund 2013 e. V.

### Regelmäßige Veranstaltungen
Jährlich am letzten Septemberwochenende beginnt das Eisenbacher Kirchweihfest, die „Kerb“, freitags mit einem Feuerwerk. Danach wird bis montags in der Festhalle gefeiert.

### Bauwerke

#### Katholische Pfarrkirche St. Petrus
Nachhaltig geprägt wird das Ortsbild vom Turm der katholischen Pfarrkirche St. Petrus, die in den Jahren 1896/98 nach Plänen des Architekten Jakob Fachinger im Stil der Neuromanik errichtet wurde. Der damalige Pfarrer Clemens Langenhof hatte den Kirchenbau entschieden vorangetrieben.

#### Hof zu Hausen
In der Eisenbacher Gemarkung liegt der Hof zu Hausen. An dem Ort muss es spätestens 1275 einen Hof gegeben haben, den das Kloster Gnadenthal in diesem Jahr von der Familie von Velden kaufte. Vorbesitzer soll ein Ritter Hartrad von Merenberg gewesen sein. Es folgten weitere Käufe, Erbschaften und Schenkungen, aus denen ein großer Gutshof entstand. Nach dem Dreißigjährigen Krieg wurde er in ein Frauenstift umgewandelt, fiel aber bald an das Haus Nassau-Diez, das den aus österreichischem Adel stammenden und in Camberg residierenden Amtmann Achatius Freiherr von Hohenfeld damit belehnte. Schnell ging der Hof jedoch in seinen vererbbaren Besitz über. Um 1770 gab es Auseinandersetzungen zwischen Oranien-Nassau und Kurtrier um die Anlage. Ab 1822 befand er sich im Besitz des nassauischen Feldherrn August von Kruse. Heute gehört der Hof dem Haus Plettenberg.

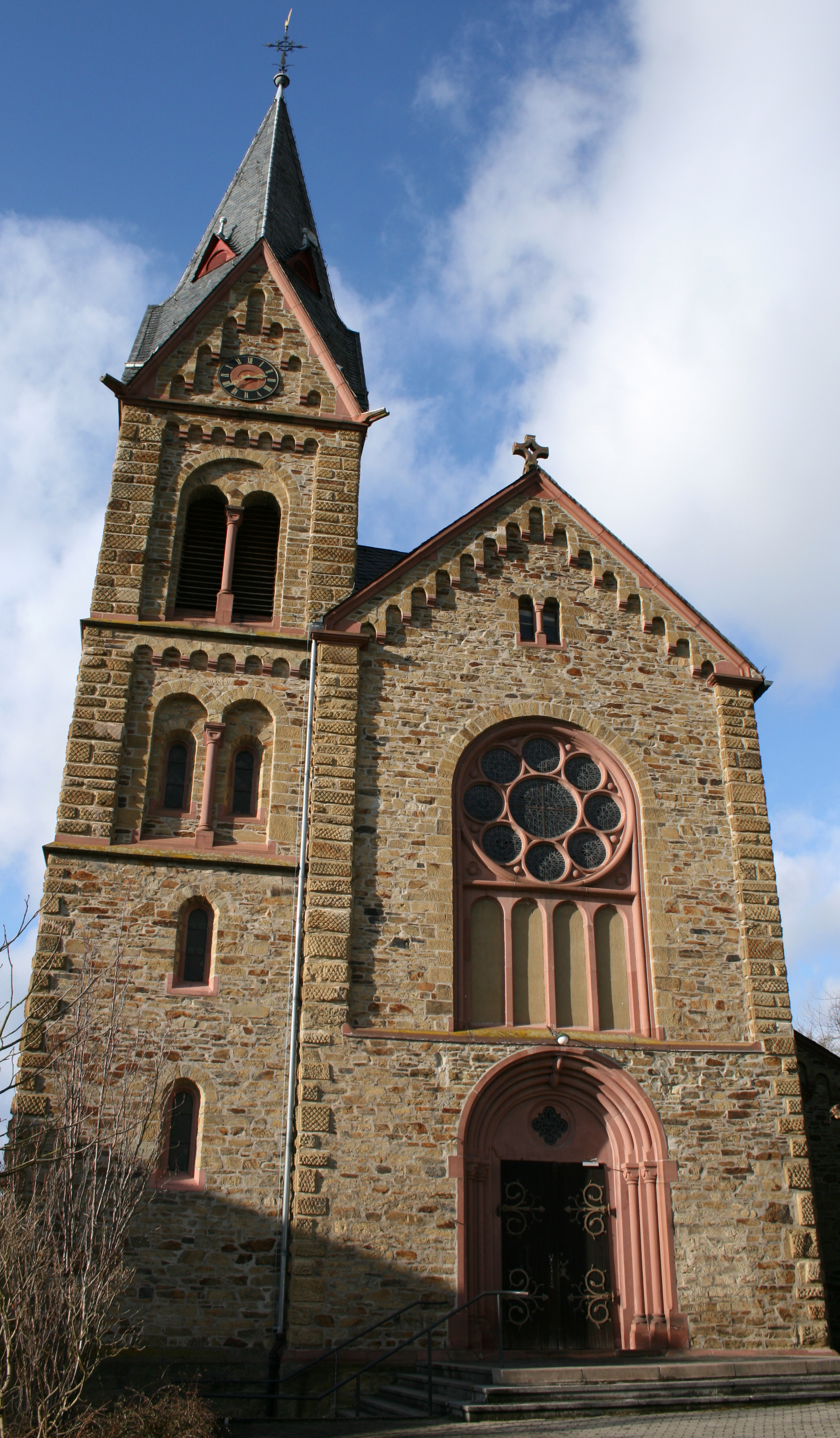
Kirche St. Petrus, Eingang
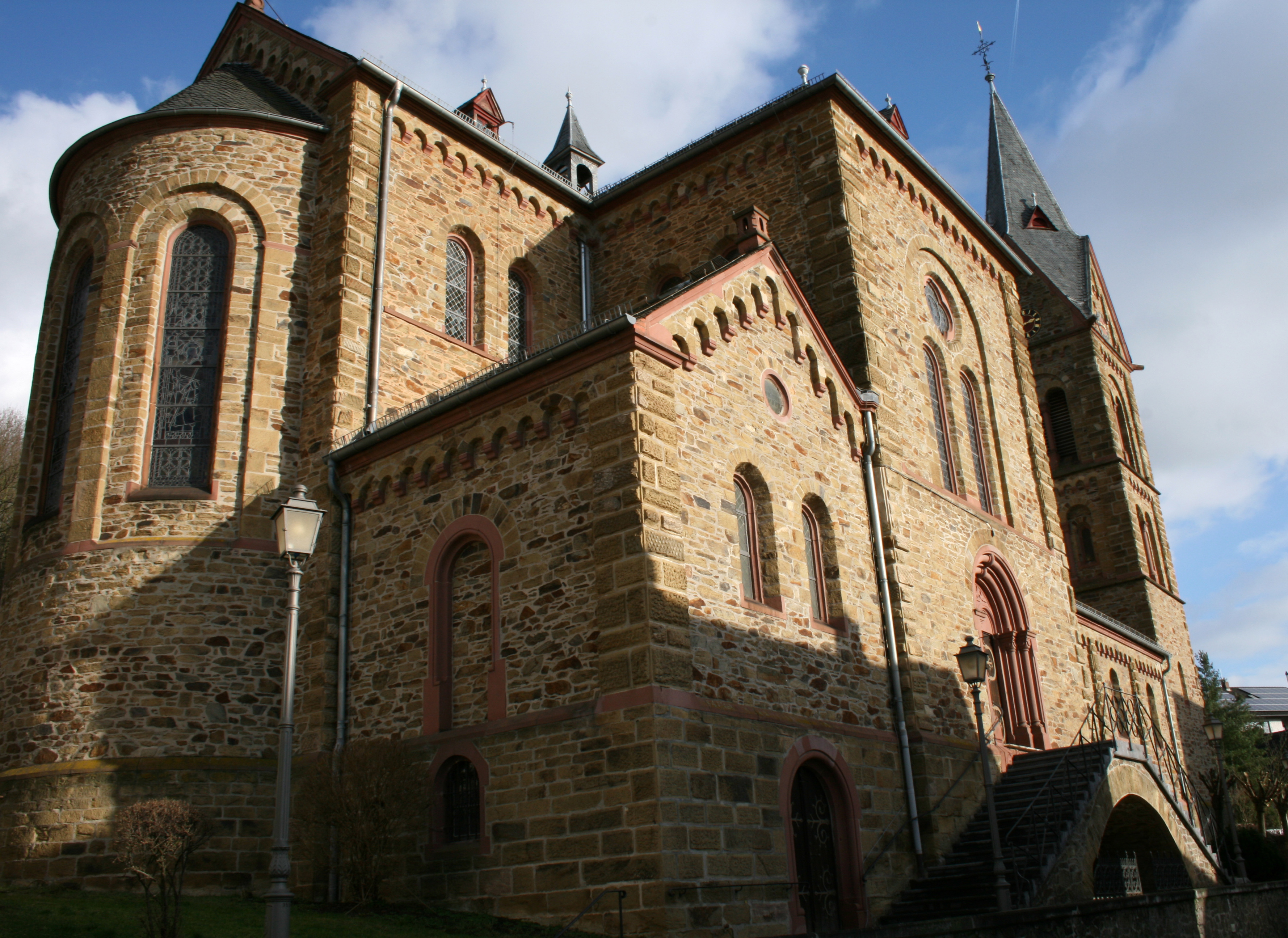
Kirche St. Petrus, von Nordwesten gesehen
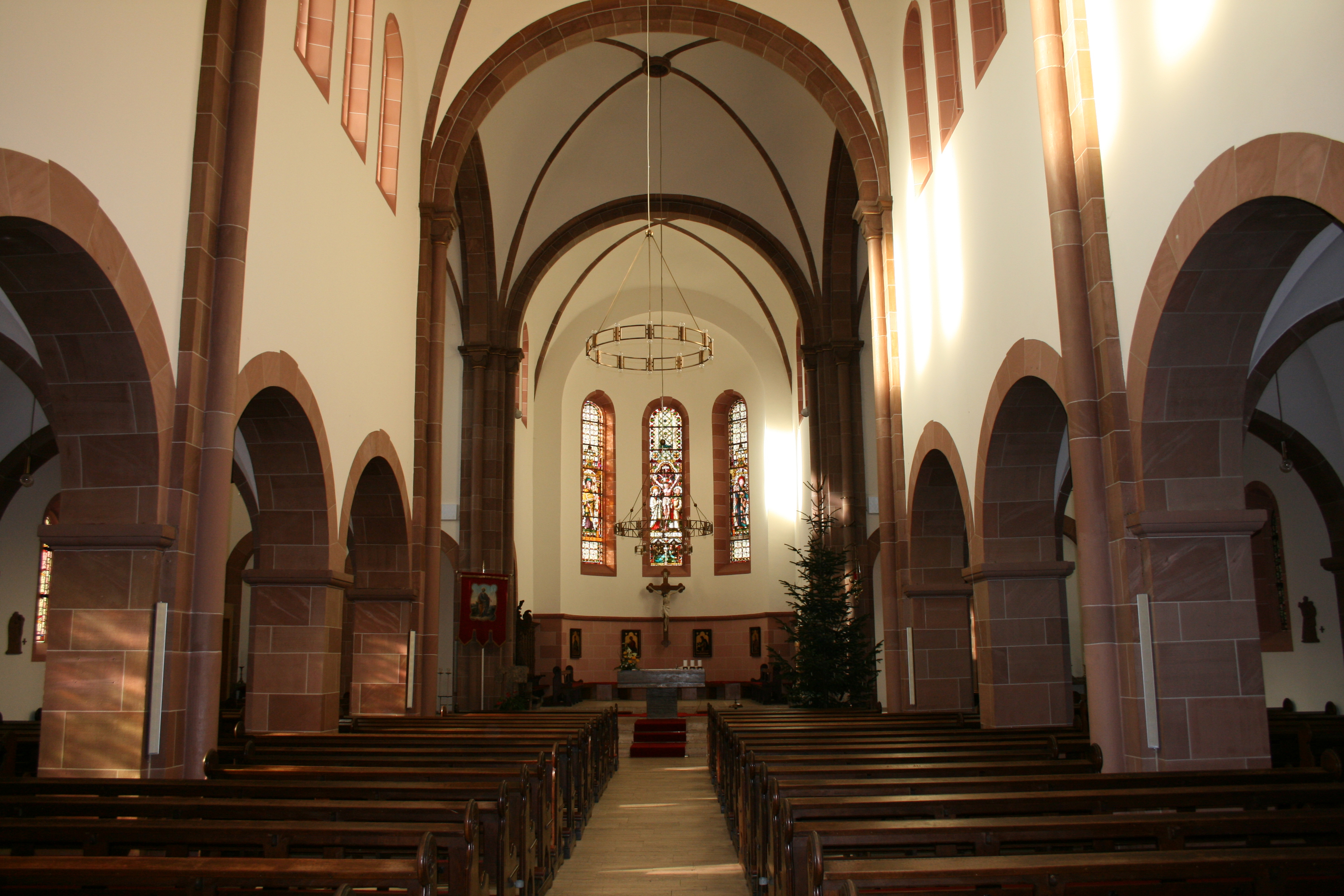
Kirche St. Petrus, Innenansicht
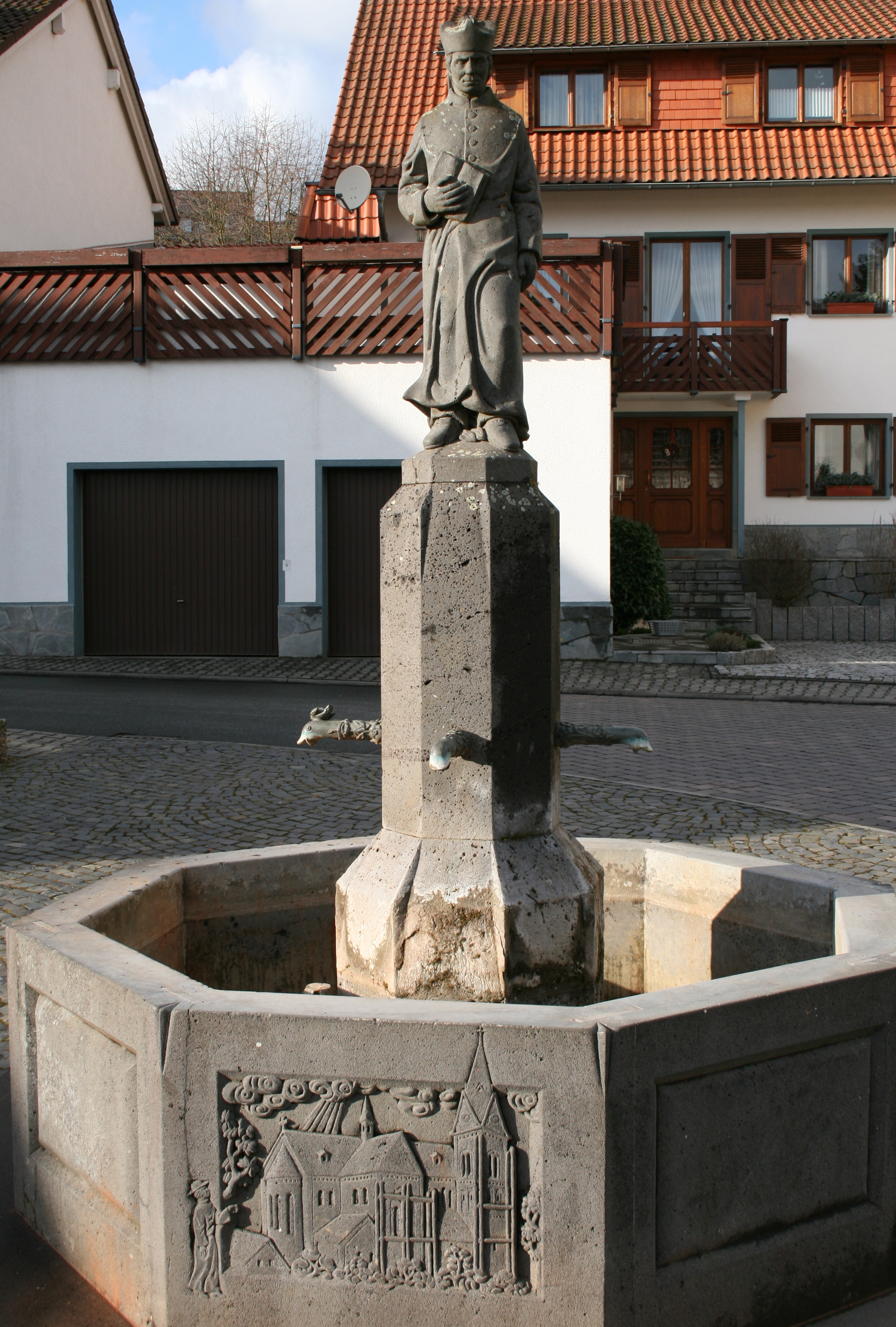
Brunnen mit Denkmal für Pfarrer Clemens Langenhof
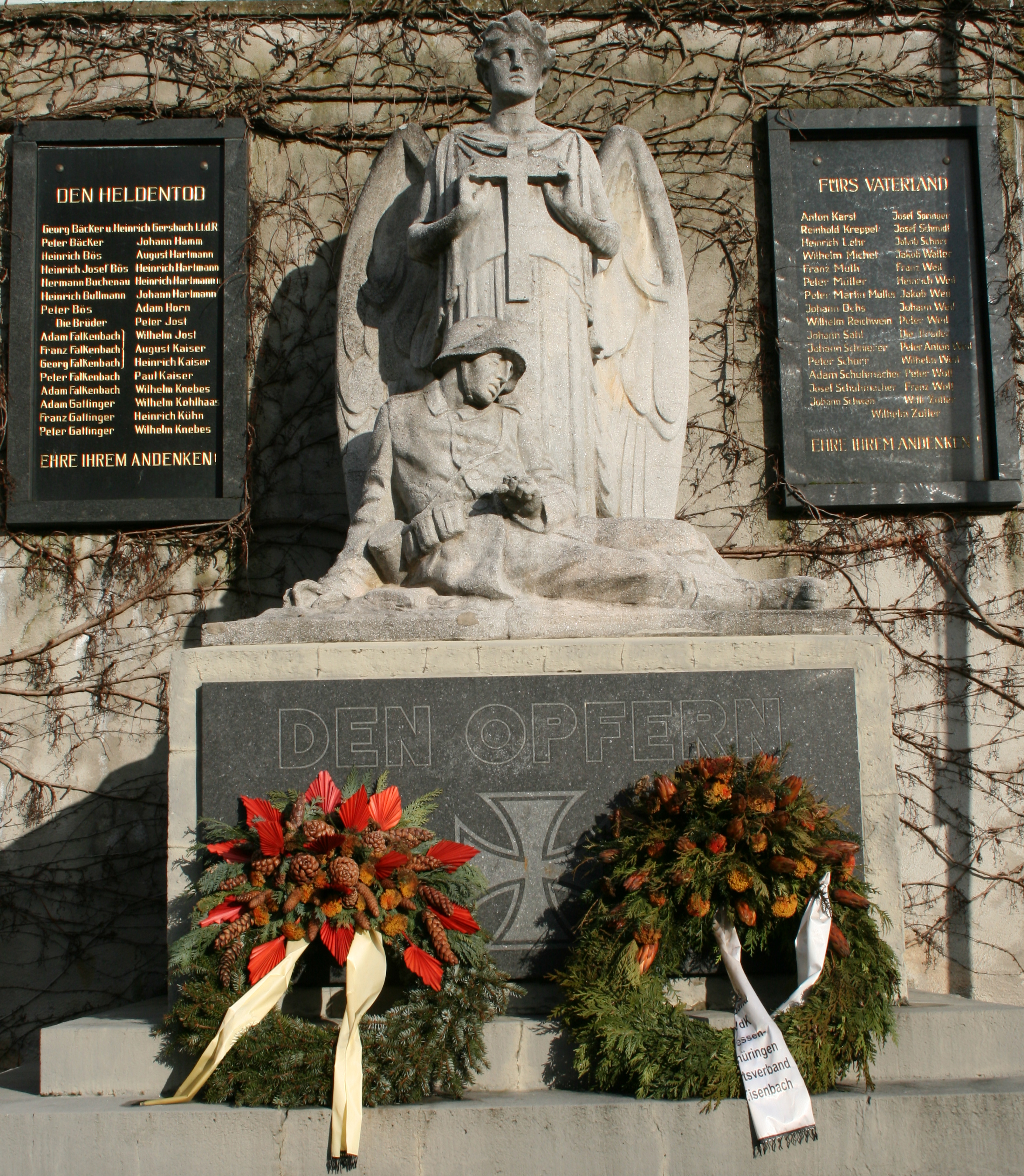
Kriegerdenkmal

## Infrastruktur

### Öffentliche Einrichtungen
Die Freiwillige Feuerwehr Eisenbach, gegr. 1905 (seit 2. Juni 1973 mit ihrer Jugendfeuerwehr), sorgt für den abwehrenden Brandschutz und die allgemeine Hilfe. Im Ort besteht der Katholische Kindergarten im Schulweg.

### Freizeitmöglichkeiten
Es bestehen ein Sportplatz, ein Schützenhaus, Kinderspielplätze sowie Wander- und Radwege.